# Europabyggnaden
Europabyggnaden, tidigare Residence Palace, är en av Europeiska rådets och Europeiska unionens råds huvudbyggnader i Bryssel, Belgien. Byggnaden uppfördes under namnet Residence Palace mellan 1922 och 1927, men renoverades och togs i bruk under namnet Europabyggnaden den 10 december 2016. Från och med januari 2017 hålls Europeiska rådets och Europeiska unionens råds sammanträden i byggnadens lokaler istället för i Justus Lipsius-byggnaden.
Byggnaden består bland annat av en stor lanternaformad del, ”Van Rompuys ägg” efter Europeiska rådets tidigare ordförande Herman Van Rompuy, med konferensrum och presslokaler.
Byggnaden kostade 240 miljoner euro att renovera och innefattar bland annat 3 konferenssaler med mer än 32 tolkbås per sal, 10 andra möteslokaler, presslokaler samt 250 kontor, inklusive kontoret för Europeiska rådets ordförande.